# Bernard Délicieux
Bernard Délicieux (c. 1260-1270 Montpellier – 1320) foi um frade franciscano  que se opôs à Inquisição em Carcassonne e na região de Languedoc, no sul da França. Délicieux ingressou na Ordem Franciscana em 1284 e trabalhou em Paris antes do início do século XIV. 

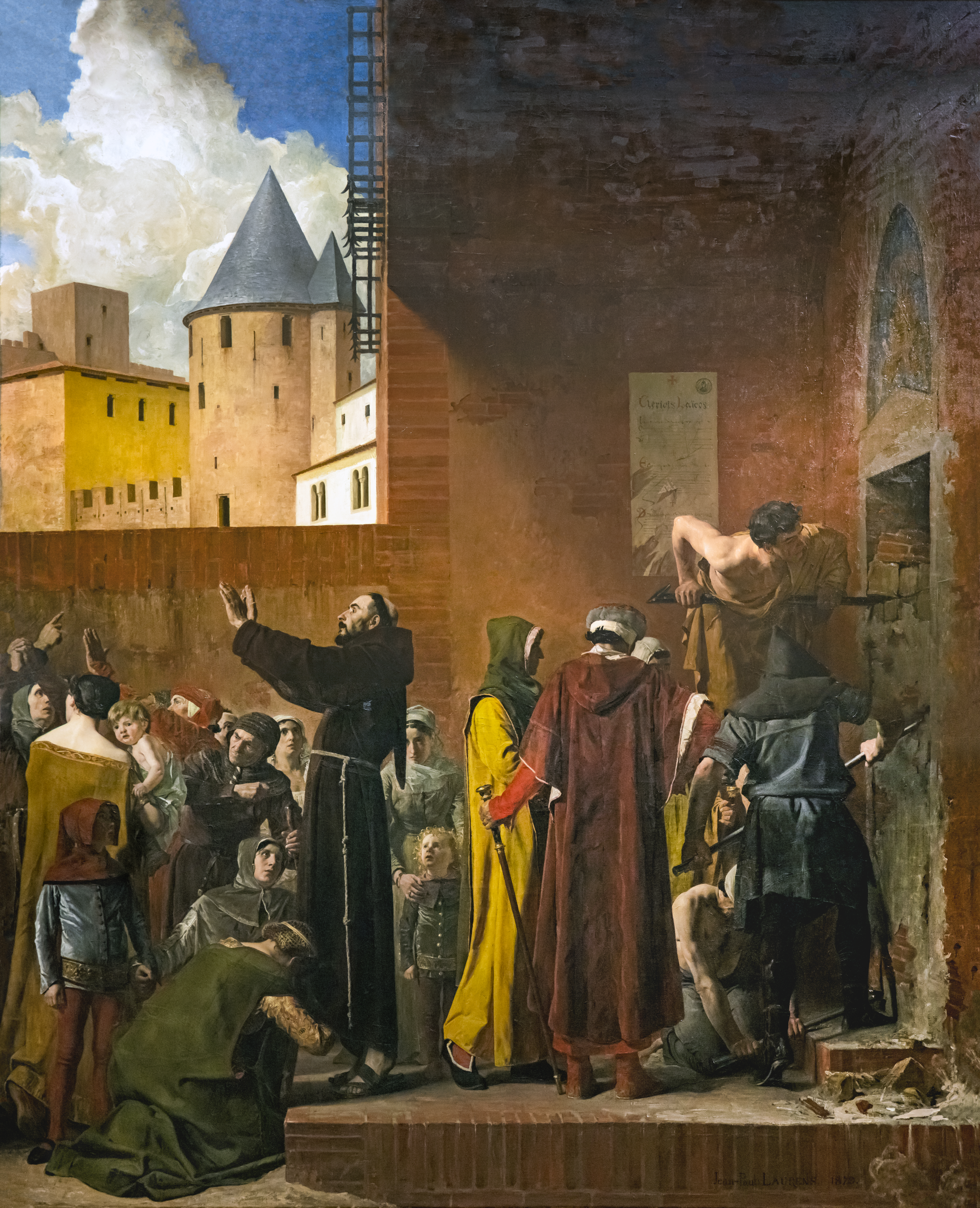
La Délivrance des emmurés de Carcassonne, por Jean-Paul Laurens

Em 1317, o Papa João XXII chamou-o, juntamente com outros espirituais franciscanos, a Avinhão, onde foi preso, interrogado e torturado pela Inquisição. Em 1319, foi considerado culpado e condenado à prisão perpétua, morrendo pouco depois.